# Zaprionus taronus
Zaprionus taronus är en tvåvingeart som beskrevs av Chassagnard och Tsacas 1993. Zaprionus taronus ingår i släktet Zaprionus och familjen daggflugor.
Artens utbredningsområde är Gabon. Inga underarter finns listade i Catalogue of Life.